# Marco Huser
Marco Huser (* 12. November 1979 in Leuggelbach) ist ein ehemaliger Schweizer Snowboarder. Er startete im Snowboardcross.

## Werdegang
Huser startete nach Platz eins beim FIS-Rennen in Cortina d’Ampezzo erstmals international bei den Snowboard-Weltmeisterschaften 2003 am Kreischberg. Dort errang er den 17. Platz. Seinen ersten Snowboard-Weltcup absolvierte er im Januar 2003 in Berchtesgaden, wo er die Plätze 17 und neun belegte. Im März 2003 erreichte er in Arosa mit Platz drei seine erste Podestplatzierung im Weltcup und wurde in Disentis Schweizer Meister im Snowboardcross. Die Saison beendete er auf dem 14. Platz im Snowboardcross-Weltcup. In der Saison 2003/04 kam er mit vier Top-Zehn-Platzierungen auf den achten Platz im Snowboardcross-Weltcup. In der folgenden Saison erreichte er drei Ergebnisse unter den ersten Zehn, darunter Platz drei in Nassfeld und zum Saisonende den 11. Platz im Snowboardcross-Weltcup. Beim Saisonhöhepunkt, den Snowboard-Weltmeisterschaften 2005 in Whistler, wurde er Fünfter. Nach Platz 45 in Saas-Fee zu Beginn der Saison 2005/06, fuhr er am Kronplatz und in Furano jeweils auf den zweiten Platz und errang damit den 20. Platz im Gesamtweltcup sowie den fünften Platz im Snowboardcross-Weltcup. Bei seiner einzigen Olympiateilnahme im Februar 2006 in Turin fuhr er auf den neunten Platz. Im April 2006 wurde er Schweizer Meister im Snowboardcross. In seiner letzten aktiven Saison 2006/07 belegte er bei den Snowboard-Weltmeisterschaften 2007 in Arosa den 20. Platz und im Snowboardcross-Weltcup den zehnten Rang. Zudem siegte er erneut bei den Schweizer Meisterschaften.
Ab dem Winter 2008/2009 leitet Huser die Schweizer Ski- und Snowboardschule in Elm GL.

## Teilnahmen an Weltmeisterschaften und Olympischen Winterspielen

### Olympische Winterspiele
- 2006 Turin: 9. Platz Snowboardcross

### Snowboard-Weltmeisterschaften
- 2003 Kreischberg: 17. Platz Snowboardcross
- 2005 Whistler: 5. Platz Snowboardcross
- 2007 Arosa: 20. Platz Snowboardcross

## Weltcup-Gesamtplatzierungen
| Saison  | Gesamt | Gesamt | Snowboardcross | Snowboardcross |
| Saison  | Punkte | Platz  | Punkte         | Platz          |
| ------- | ------ | ------ | -------------- | -------------- |
| 2002/03 | -      | -      | 1170           | 14.            |
| 2003/04 | -      | -      | 2280           | 8.             |
| 2004/05 | -      | -      | 1665           | 11.            |
| 2005/06 | 2837   | 20.    | 2837           | 5.             |
| 2006/07 | 930    | 72.    | 930            | 10.            |